# Adolfo Pontigo Loyola
Adolfo Pontigo Loyola (Pachuca de Soto, Hidalgo; 17 de abril de 1959) es abogado, político, catedrático y académico mexicano, 11° rector de la Universidad Autónoma del Estado de Hidalgo durante la defensa de la autonomía universitaria de esta institución mexicana en 2018.   

## Biografía
Adolfo Pontigo nació en la ciudad de Pachuca de Soto. En 1979 comenzó su carrera dentro de la Autónoma de Hidalgo como trabajador administrativo.  
Estudios
En 1977 se graduó del bachillerato en la Preparatoria Número 1 de la Universidad Autónoma del Estado de Hidalgo. En 1982 obtuvo su licenciatura en Derecho y en 2001 su maestría por el antes conocido como Instituto de Ciencias Sociales (ICSo), hoy llamado Instituto de Ciencias Sociales Humanidades de la Universidad Autónoma del Estado de Hidalgo. En 1983 obtuvo una especialidad en Derecho Penal por la Universidad Autónoma del Estado de México.
Trayectoria profesional
Laboró durante más de cuarenta años en la UAEH. Comenzó su carrera en la UAEH como administrativo en el Estadio Revolución, entonces sede del conjunto del Club de Fútbol Pachuca, que fue rescatado en 1979 de su desaparición por el Patronato Universitario de la UAEH y que representó para principios de los ochenta el inició de la escalada de logros del equipo de los Tuzos.
Posteriormente fue nombrado gerente del equipo, y a partir de ahí asumiría más de 20 puestos estratégicos en la UAEH como profesor y trabajador, así como puestos operativos y de alta administración académica.
Entre los nombramientos que recibió en la UAEH destacan:
- 1990 Director de la Preparatoria 1.
- 1991 Director general del Centro de Extensión Universitaria, CEUNI.
- 1996 Director del Centro de vinculación Internacional y Desarrollo Educativo.
- 1999 Director de Intercambio Académico.
- 2002 Director de Administración Escolar.
- 2005 Director del Instituto de Ciencias Sociales y Humanidades.
- 2011 Secretario General de la Universidad.[3][4]

A partir del 3 de marzo de 2017, fue elegido por el Honorable Consejo Universitario, como rector de la Universidad Autónoma del Estado de Hidalgo para el periodo 2017-2023, además de haber fungido a partir de 2016 y hasta 2020, como presidente de la Región Centro-Sur de la Asociación Nacional de Universidades e Instituciones de Educación Superior (ANUIES).
Rectoría de la UAEH

Debemos ser insistentes, hasta que quede suficientemente claro: toda afrenta a la educación pone en peligro a la sociedad en su conjunto. La autonomía universitaria está en el palpitar más íntimo de la nación.
-Adolfo Pontigo, en una inscripción que se encuentra en el Recinto Homenaje a la "Autonomía universitaria", UAEH.

Adolfo Pontigo Loyola fue rector de la Universidad Autónoma del Estado de Hidalgo desde el 2016, cuando fue designado como rector interino, hasta el año 2022 en que solicitó su renuncia, dejando a cargo como rector interino al que hasta ese momento había sido su secretario general, Octavio Castillo Acosta.
Algunos puntos de su gestión:
- Se resolvió la deuda al subsidio público, una deuda del estado que había provocado la huelga de los trabajadores[7] de la UAEH (2017-2018), a través de la generación de un Bono Extraordinario.[8]
- Se reformaron los códigos de Conducta y Ética de la UAEH,[9] así como el contrato colectivo de los trabajadores, para introducir una mención explícita en contra del hostigamiento y el acoso.
- Se desarrolló una macro estrategia de Universidad Virtual durante la pandemia de COVID, la primera que fue lanzada en México. A la par se reactivó la Comisión de Seguridad en Salud, de 2009, que se mantiene en actividad de vigilancia permanente hasta la fecha.[10]
- Se logró el tránsito hacia el posicionamiento y visibilidad internacional de la UAEH, llegando a ser reconocida con la 4ª posición entre las mejores universidades mexicanas en el mundo.[11][12]
- Su gestión fue, hasta ese momento, el rectorado con la mayor inversión en infraestructura universitaria en la historia de la UAEH, lo que permite a la institución continuar consolidando su proyecto de cobertura universal.[10]

Defensa de la autonomía universitaria
El 9 de octubre de 2017, se publicó en el Periódico Oficial del Estado de Hidalgo, un decreto mediante el cual el gobierno del estado pretendía imponer un órgano de control interno a la universidad, eso como una medida contra la corrupción promovida en todas las universidades públicas estatales de México.  La LXIII Legislatura del Congreso de Hidalgo, por votación mayormente priista, aprobaron la modificación de la Ley Orgánica de la UAEH, en la cual se le imponía dicho organismo de control con adscripción en el gobierno, a través del conocido como "Decreto 228".
Esto impacto al resto de universidades públicas e instituciones de educación superior mexicanas, quienes se manifestaron públicamente a través de un comunicado emitido por la ANUIES, al tiempo que lo sumaron a sus agendas de trabajo durante las asambleas ordinarias de dicho organismo.
La defensa legal de la UAEH llevó su caso a la Suprema Corte de Justicia de la Nación que, en octubre del 2018, sentenció a favor de la universidad, en contra de la modificación de la Ley Orgánica y en defensa de su autonomía, lo cual sentó un precedente jurídico útil para el resto de las universidades en México.
A raíz de este hecho la UAEH instauró el Día de la Autonomía Universitaria, el 3 de octubre, dentro de su calendario institucional.